# 吉林奇
吉林奇，是匈牙利包尔绍德-奥包乌伊-曾普伦州所辖的一个村。总面积11.20平方公里，总人口887，人口密度79.2人/平方公里（2011年1月1日）。